# Rhinophis punctatus
Rhinophis punctatus là một loài rắn trong họ Uropeltidae. Loài này được Müller mô tả khoa học đầu tiên năm 1832.